# Manouria impressa
Espèce
Synonymes
- Geoemyda impressa Günther, 1882
- Geoemyda latinuchalis Vaillant, 1894
- Testudo pseudemys Boulenger, 1903

Statut de conservation UICN

 VU A1acd, B1+2acd : Vulnérable
Statut CITES
Manouria impressa, la Tortue imprimée ou Tortue à éperons denticulée, est une espèce de tortues de la famille des Testudinidae.

## Répartition
Cette espèce se rencontre :
- au Cambodge ;
- en Chine dans les provinces du Hainan du Guangxi et du Yunnan ;
- en Malaisie péninsulaire ;
- au Myanmar ;
- au Laos ;
- au Viêt Nam ;
- en Thaïlande.

Elle vit en particulier dans les forêts de bambous.

## Description
Ce sont des tortues crépusculaires de taille moyenne. La longueur de carapace peut atteindre jusqu'à 30 cm.

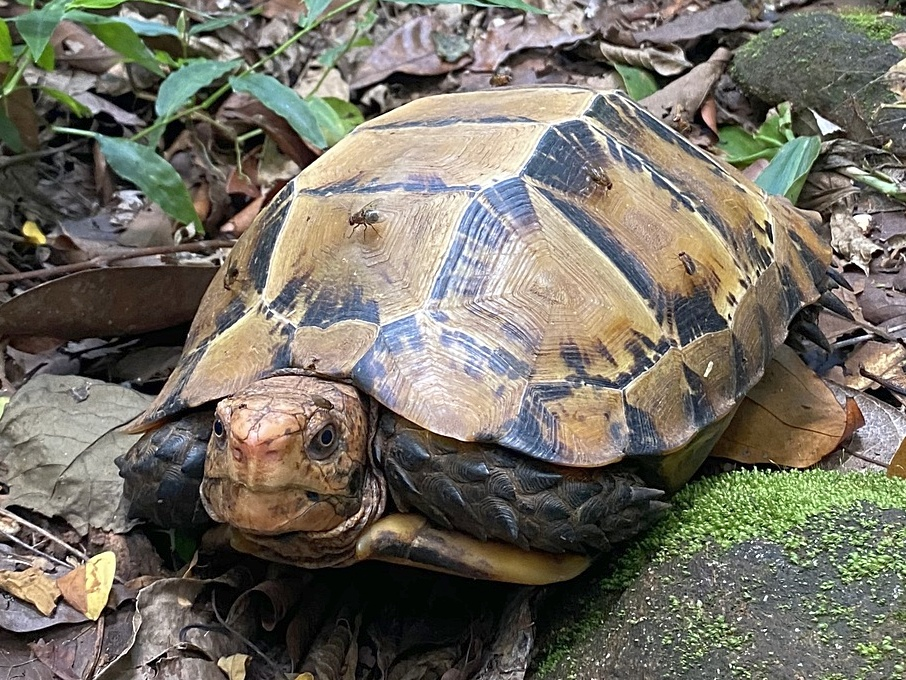

La dossière et le plastron sont inarticulés et leur couleur varie du brun au noir.
Elle est essentiellement inactive à la saison sèche ; et surtout active à la saison des pluies quand les champignons sont abondants.

## Alimentation
La tortue imprimée ou tortue à éperons denticulée est herbivore : plantes forestières, pousses de bambous, champignons...

## Reproduction
Les femelles pondent de 17 à 20 œufs.

## Publication originale
- Günther, 1882 : Description of a new species of tortoise (Geoemyda impressa) from Siam. Proceedings of the Zoological Society of London, vol. 1882, p. 343–346 (texte intégral).